# سانجیا، هاینان
سانجیا، هاینان (به لاتین: Sanjia) یک شهرک در جمهوری خلق چین است که در دونگفانگ، هاینان واقع شده‌است. سانجیا ۱۵ متر بالاتر از سطح دریا واقع شده‌است.